# Tramwaje w Talca
Tramwaje w Talca − zlikwidowany system komunikacji tramwajowej w Talca w Chile, działający w latach 1884−1933.

## Historia
W 1883 spółka MacQueda y Compañía otrzymała koncesję na budowę i eksploatację tramwajów konnych w mieście. Otwarcie systemu nastąpiło około 1884. Operatorem była spółka Compañía Movilizadora de Carga i Pasajeros. Sieć tramwajowa liczyła 4,5 km długości. Rozstaw szyn wynosił 1435 mm. W 1911 właścicielem systemu została spółka Compañía Eléctrica de Talca. Tramwaje elektryczne w mieście uruchomiono w 1916. W tym samym roku zlikwidowano tramwaje konne. Do obsługi sieci zakupiono 8 czteroosiowych, używanych tramwajów. W 1923 zakupiono jeszcze 2 używane tramwaje z Rengo. W 1927 Compañía Eléctrica de Talca przejęła spółka Compañía General de Electricidad Industrial. Sieć tramwajów elektrycznych liczyła 5 km. W 1928 tramwajami przewieziono 1,5 mln pasażerów. 1 grudnia 1928 sieć tramwajowa znacznie ucierpiała w wyniku trzęsienia ziemi. Częściowo ruch wznowiono pod koniec grudnia. W 1930 przewieziono 1,6 mln pasażerów. Sieć zamknięto w 1933. 